# Joan Antoni Maians i Siscar
Joan Antoni Maians i Siscar (Oliva, la Safor, 23 de març de 1718 - València, 29 de març de 1801) fou un historiador, eclesiàstic i erudit valencià.
Canonge de la catedral de Tortosa i després de la catedral de València, la seva vida intel·lectual estigué marcada per la influència del seu germà Gregori Maians i Siscar, amb qui treballà en el camp de l'erudició i de la història. Ingressà a la Universitat de València per estudiar Filosofia, però el 1733 abandonà els estudis per poder acompanyar el seu germà Gregori a la cort, quan aquest acabava de ser nomenat bibliotecari reial. A Madrid, estudià francès i començà a llegir llibres d’història amb anotacions. I s'hi està fins a l’any 1739, quan el seu germà renuncià el càrrec de bibliotecari reial, i es retirà a Oliva, on inicià la redacció d’un seguit de treballs històrics sota la direcció de Gregori.
Membre de l'Acadèmia Valenciana, fundada el 1742 pel seu germà, i en aquest ambient d'erudició és on va redactar els seus primers assajos sobre història espanyola, la majoria encara inèdits. Destaquen les Notas sobre la división de obispados atribuidas al rei Wamba, citada i valorada per Flórez a la seva España Sagrada. A l'Acadèmia Valenciana pronuncià el discurs anual, corresponent a l'any 1747, amb el títol Oración a la Divina Sabiduría. Gregori Maians va intentar promocionar la carrera eclesiàstica del seu germà, que arrossegava el hàndicap de no haver acabat els seus estudis universitaris. En 1768 es va ordenar com a prevere i va iniciar la seva carrera per obtenir plaça de canonge a la Catedral de València. Per donar-se a conèixer va realitzar diverses traduccions d'obres franceses i, sobretot, va redactar una història de la ciutat d'Ilici, a partir dels textos dels escriptors antics i de les interpretacions anteriors que havia anat recopilant en diversos toms de notes. Acabada en 1768, no es va publicar fins a 1771, a l'espera de l'autorització d'una dedicatòria real que mai va arribar. L'obra va tenir èxit i va contribuir a obrir-li les portes de l'anhelada canongia, primer a Tortosa (1773) i després a València (1774).
Seguint les directrius del fiscal Pedro Rodríguez de Campomanes, traduí el Catecismo del jansenista francès François Fitz-James, bisbe de Soissons, que aparegué l'any 1771. Finalment, amb el suport del ministre Roda, fou nomenat canonge de Tortosa (1773), i l'any següent, de València (1774). Les pugnes escolàstiques, tan arrelades a la Universitat de València, propiciaren el nomenament de Joan Antoni com a rector de l'Estudi General (1775-78), el qual, des del rectorat, procurà introduir els textos teològics de l'escola agustina, d'acord amb el general dels agustins, el P. Vázquez, i els plans d'estudi del Seminari de San Fulgencio de Múrcia. Però els tomistes, que tenien el poder municipal i el suport de Pérez Bayer des de la cort, no li ho perdonaren i li dificultaren molt el govern. Acabada la seva etapa com a rector, centrà la seva activitat en la col·laboració amb el seu germà Gregori i, especialment, en la preparació de l'Opera Omnia de Joan Lluís Vives (1782-90). Fou ell qui finalitzà la Vivis Vita i el veritable artífex dels treballs d'edició, seguint la idea i emprant els materials preparats pel seu germà. A més, edità un seguit d'obres literàries, que es conservaven a la biblioteca familiar, entre les quals sobresurten: El Pastor de Filida, de Gálvez de Montalvo (1792), i Egecución de políticas i brevedad de despachos, d'Álvarez Correa (1794). La seva abundant correspondència i els seus manuscrits es conserven als arxius valencians del Fons Serrano Morales de l'Ajuntament de València i del Reial Col·legi del Corpus Christi de València, i també a la Biblioteca Nacional de Madrid.